# روبرت أنتوني بويل
روبرت أنتوني بويل (بالإنجليزية: Robert Anthony Buell)‏ هو قاتل متسلسل أمريكي، ولد في 10 سبتمبر 1940 في الولايات المتحدة، وتوفي في 24 سبتمبر 2002 في أوهايو في الولايات المتحدة بسبب حقنة قاتلة.